# Mikołaj Radomski
Mikołaj Radomski, citato anche come Mikołaj z Radomia e Nicolaus de Radom (Radom, 1400 circa – Cracovia, 1450 circa), è stato un compositore polacco, attivo agli inizi del XV secolo, operò presso la corte di Jogaila e compose musica polifonica rinomata per la sua espressività e religiosa contemplazione.

## Biografia
A proposito della vita di Radomski si sa soltanto che fu alla corte di Cracovia dove operò come strumentista.
Solo un Magnificat e un mottetto, Et in terra e Patrem sono giunti a noi e risultano scritti sotto l'influenza dello stile italiano del Quattrocento.